# Uruguay en la Copa América Centenario
La Selección de Uruguay fue uno de los 16 equipos participantes en la Copa América Centenario, torneo que se llevó a cabo entre el 3 y 26 de junio de 2016 en Estados Unidos.
En el sorteo la Selección de Uruguay quedó emparejada en el Grupo C junto a México, Jamaica y Venezuela.

## Preparación
Previo a la Copa América, se enfocaron en los entrenamientos y a diferencia de las demás selecciones disputaron un partido amistoso de despedida únicamente.

### Partidos amistosos
| Fecha              | Lugar      |         |                    | Resultado |                              |                   |
| ------------------ | ---------- | ------- | ------------------ | --------- | ---------------------------- | ----------------- |
| 27 de mayo de 2016 | Montevideo | Uruguay | Bandera de Uruguay | 3:1       | Bandera de Trinidad y Tobago | Trinidad y Tobago |

## Jugadores
Datos correspondientes a la situación previa al torneo.
El 18 de mayo, se confirmó una lesión de Sebastián Coates, por lo que fue reemplazado por Gastón Silva. El 30 de mayo, se lesionó el Cebolla Rodríguez, y Tabárez convocó a Diego Laxalt.

## Participación

### Partidos
| Fecha       | Lugar       | Instancia      |         |                    | Resultado |                      |           |
| ----------- | ----------- | -------------- | ------- | ------------------ | --------- | -------------------- | --------- |
| 5 de junio  | Glendale    | Fase de grupos | México  | Bandera de México  | 3:1 (1:0) | Bandera de Uruguay   | Uruguay   |
| 9 de junio  | Filadelfia  | Fase de grupos | Uruguay | Bandera de Uruguay | 0:1 (0:1) | Bandera de Venezuela | Venezuela |
| 13 de junio | Santa Clara | Fase de grupos | Uruguay | Bandera de Uruguay | 3:0 (1:0) | Bandera de Jamaica   | Jamaica   |

### Fase de grupos

#### Fecha 1
| 5 de junio de 2016, 21:00 | México                                             | 3:1 (1:0) | Uruguay   | Estadio Universidad Phoenix, Phoenix |                             |
|                           | A. Pereira 3' (a.g.) · Márquez 85' · Herrera 90+1' | Reporte   | 74' Godín | Árbitro(s): Enrique Cáceres          | Árbitro(s): Enrique Cáceres |

#### Fecha 2
| 9 de junio de 2016, 20:30 | Uruguay | 0:1 (0:1) | Venezuela  | Lincoln Financial Field, Filadelfia |                              |
|                           |         | Reporte   | 36' Rondón | Árbitro(s): Patricio Loustau        | Árbitro(s): Patricio Loustau |

#### Fecha 3
| 13 de junio de 2016, 23:20 | Uruguay                                        | 3:0 (1:0) | Jamaica | Levi's Stadium, Santa Clara  |                              |
|                            | Hernández 21' · Watson 66' (a.g.) · Corujo 87' | Reporte   |         | Árbitro(s): Wilson Lamouroux | Árbitro(s): Wilson Lamouroux |

## Estadísticas

### Generales
| Pts | PJ | PG | PE | PP | GF | GC | Dif | Resultado      |
| --- | -- | -- | -- | -- | -- | -- | --- | -------------- |
| 3   | 3  | 1  | 0  | 2  | 4  | 4  | 0   | Fase de grupos |

### Participación de jugadores
| #  | Pos        | Jugador          | PJ | Minutos Jugados | Goles recibidos | Arco en cero | Tarjetas Amarillas | Doble Tarjeta Amarilla y Roja | Tarjetas Rojas |
| -- | ---------- | ---------------- | -- | --------------- | --------------- | ------------ | ------------------ | ----------------------------- | -------------- |
| 1  | Guardameta | Fernando Muslera | 3  | 270             | 4               | 1            | 0                  | 0                             | 0              |
| 12 | Guardameta | Martín Campaña   | 0  | 0               | 0               | 0            | 0                  | 0                             | 0              |
| 23 | Guardameta | Martín Silva     | 0  | 0               | 0               | 0            | 0                  | 0                             | 0              |

| #  | Pos            | Jugador             | PJ | Minutos Jugados | Goles | Asistencias | Tarjetas Amarillas | Doble Tarjeta Amarilla y Roja | Tarjetas Rojas |
| -- | -------------- | ------------------- | -- | --------------- | ----- | ----------- | ------------------ | ----------------------------- | -------------- |
| 2  | Defensa        | José María Giménez  | 3  | 270             | 0     | 0           | 1                  | 0                             | 0              |
| 3  | Defensa        | Diego Godín         | 3  | 270             | 1     | 0           | 1                  | 0                             | 0              |
| 4  | Defensa        | Jorge Fucile        | 0  | 0               | 0     | 0           | 0                  | 0                             | 0              |
| 5  | Centrocampista | Carlos Sánchez      | 3  | 228             | 0     | 1           | 0                  | 0                             | 0              |
| 6  | Centrocampista | Álvaro Pereira      | 1  | 90              | 0     | 0           | 0                  | 0                             | 0              |
| 7  | Centrocampista | Diego Laxalt        | 0  | 0               | 0     | 0           | 0                  | 0                             | 0              |
| 8  | Delantero      | Abel Hernández      | 2  | 104             | 1     | 0           | 0                  | 0                             | 0              |
| 9  | Delantero      | Luis Suárez         | 0  | 0               | 0     | 0           | 0                  | 0                             | 0              |
| 10 | Centrocampista | Gastón Ramírez      | 3  | 95              | 0     | 0           | 0                  | 0                             | 0              |
| 11 | Delantero      | Christian Stuani    | 1  | 90              | 0     | 0           | 0                  | 0                             | 0              |
| 13 | Defensa        | Mauricio Victorino  | 0  | 0               | 0     | 0           | 0                  | 0                             | 0              |
| 14 | Centrocampista | Nicolás Lodeiro     | 3  | 148             | 0     | 1           | 0                  | 0                             | 0              |
| 15 | Centrocampista | Matías Vecino       | 2  | 69              | 0     | 0           | 1                  | 1                             | 0              |
| 16 | Defensa        | Maximiliano Pereira | 3  | 270             | 0     | 0           | 1                  | 0                             | 0              |
| 17 | Centrocampista | Egidio Arévalo Ríos | 3  | 270             | 0     | 0           | 0                  | 0                             | 0              |
| 18 | Defensa        | Mathías Corujo      | 2  | 19              | 1     | 0           | 0                  | 0                             | 0              |
| 19 | Defensa        | Gastón Silva        | 2  | 180             | 0     | 0           | 0                  | 0                             | 0              |
| 20 | Centrocampista | Álvaro González     | 3  | 205             | 0     | 0           | 0                  | 0                             | 0              |
| 21 | Delantero      | Edinson Cavani      | 3  | 270             | 0     | 0           | 0                  | 0                             | 0              |
| 22 | Delantero      | Diego Rolán         | 2  | 77              | 0     | 0           | 0                  | 0                             | 0              |